# (I Just) Died in Your Arms
«(I Just) Died in Your Arms» — дебютний сингл англійської поп-рок-групи «Cutting Crew» з їхнього дебютного студійного альбому «Broadcast» (1986). Вперше її випустили 25 липня 1986 року у Великій Британії, а потім — до США 1 січня 1987 року. Пісню написали фронтмен Нік Ван Ід, продюсер Террі Браун, Джон Янсен та група, а міксував у студії «Утопія» (Utopia) в Лондоні Тім Палмер.
Павер-балада — найбільший хіт гурту, який досяг першого місця в США, Канаді, Норвегії та Фінляндії та досяг першої п'ятірки у Великій Британії, ПАР, Швеції та Швейцарії.
На початку 2020 року пісня була перезаписана та перевидана як в оркестровому втіленні, а також у кількох інших версіях як провідний сингл для другого компіляційного альбому Cutting Crew «Ransomed Healed Restored Forgiven». У супроводі нового кліпу була завантажена на YouTube через офіційний обліковий запис нового лейбла гурту. Новий реліз хіта пройшов через 8-трековий EP, доступний з тих пір на цифрових платформах, таких як Spotify та Apple Music. Існує також фізичний реліз на компакт-диску, який пропонується як сольний реліз, а також включений як частина обмеженої делюкс-версії нового альбому найбільших хітів, обидва продані через офіційний вебмагазин групи.

## Створення
Слова «Я щойно помер у твоїх обіймах сьогодні» нібито прозвучали у Ван Іде, коли він займався сексом зі своєю циганською дівчиною, французька фраза la petite mort, або «маленька смерть», будучи метафорою оргазму. Записавши свою версію фрази, він пізніше використав її як початковий рядок пісні, а також використав її як приспів.

## Чарти
- Норвегія — 1-е місце, 16 тижнів в чартах;
- Швеція — 2-е місце, 5 тижнів в чартах;
- Німеччина — 4-е місце, 15 тижнів в чартах;
- Швейцарія — 4-е місце, 10 тижнів в чартах;
- Австрія — 9-е місце, 12 тижнів в чартах;